# Sapekhburto K'lubi Dinamo Batumi 2016
Questa voce raccoglie le informazioni riguardanti il Sapekhburto K'lubi Dinamo Batumi nelle competizioni ufficiali della stagione 2016.

## Stagione
Nella stagione (transitoria) 2016 la Dinamo Batumi ha disputato la Umaglesi Liga, massima serie del campionato georgiano di calcio, terminando il torneo al secondo posto nel gruppo rosso con 20 punti conquistati in 12 giornate, frutto di 5 vittorie, 5 pareggi e 2 sconfitta, venendo così ammesso allo spareggio per il terzo posto finale. Nelle semifinali degli spareggi ha superato nel doppio confronto il T'orp'edo Kutaisi, e in finale ha sconfitto la Dinamo Tbilisi per 1-0, conquistando il terzo posto finale e venendo così ammesso alla UEFA Europa League 2017-2018. In Sakartvelos tasi è sceso in campo dal primo turno, venendo subito eliminato dal Merani Mart'vili.

## Rosa
| N. |                    | Ruolo | Calciatore            |
| -- | ------------------ | ----- | --------------------- |
| 1  | Ucraina (bandiera) | P     | Anatolij Timofeev     |
| 2  | Georgia (bandiera) | D     | Levan Gegetchkori     |
| 3  | Georgia (bandiera) | D     | Vazha Koridze         |
| 4  | Georgia (bandiera) | D     | Badri Tetunashvili    |
| 6  | Georgia (bandiera) | D     | Gela Gogitidze        |
| 7  | Georgia (bandiera) | C     | Giorgi Kavtaradze     |
| 8  | Georgia (bandiera) | C     | Temuri Shonia         |
| 10 | Georgia (bandiera) | C     | Vako Tevdoradze       |
| 11 | Georgia (bandiera) | C     | Tornike Tarkhnishvili |
| 16 | Georgia (bandiera) | D     | Davit Kvirkvelia      |
| 17 | Georgia (bandiera) | C     | Beka Tchkuaseli       |
| 20 | Georgia (bandiera) | C     | Beka Varshanidze      |
| 21 | Georgia (bandiera) | C     | Nika Kvantaliani      |

| N. |                       | Ruolo | Calciatore           |
| -- | --------------------- | ----- | -------------------- |
| 23 | Georgia (bandiera)    | C     | Papuna Poniava       |
| 28 | Georgia (bandiera)    | D     | Archil Tvildiani     |
| 33 | Georgia (bandiera)    | A     | Elguja Lobjanidze    |
| 88 | Georgia (bandiera)    | C     | Gegi Kekua           |
| 99 | Serbia (bandiera)     | A     | Lazar Marjanović     |
|    | Georgia (bandiera)    | P     | Levan Shovnadze      |
|    | Georgia (bandiera)    | P     | Roman Takidze        |
|    | Georgia (bandiera)    | D     | Nika Mgeladze        |
|    | Georgia (bandiera)    | D     | Giorgi Potelidze     |
|    | Georgia (bandiera)    | D     | Anzor Sukhiashvili   |
|    | Russia (bandiera)     | C     | Mikheil Gorelishvili |
|    | Georgia (bandiera)    | C     | Giorgi Kutelia       |
|    | Kazakistan (bandiera) | A     | Bakhtiyar Gabdollin  |

## Statistiche

### Statistiche di squadra
| Competizione             | Punti | In casa | In casa | In casa | In casa | In casa | In casa | In trasferta | In trasferta | In trasferta | In trasferta | In trasferta | In trasferta | Totale | Totale | Totale | Totale | Totale | Totale | DR  |
| Competizione             | Punti | G       | V       | N       | P       | Gf      | Gs      | G            | V            | N            | P            | Gf           | Gs           | G      | V      | N      | P      | Gf     | Gs     | DR  |
| ------------------------ | ----- | ------- | ------- | ------- | ------- | ------- | ------- | ------------ | ------------ | ------------ | ------------ | ------------ | ------------ | ------ | ------ | ------ | ------ | ------ | ------ | --- |
| Umaglesi Liga            | 20    | 6       | 2       | 2       | 2       | 9       | 4       | 6            | 3            | 3            | 0            | 11           | 1            | 12     | 5      | 5      | 2      | 20     | 5      | +15 |
| Umaglesi Liga (spareggi) | -     | 1       | 1       | 0       | 0       | 1       | 0       | 1            | 0            | 0            | 1            | 1            | 2            | 3      | 2      | 0      | 1      | 3      | 2      | +1  |
| Sakartvelos tasi         | -     | -       | -       | -       | -       | -       | -       | 1            | 0            | 0            | 1            | 0            | 2            | 1      | 0      | 0      | 1      | 0      | 2      | -2  |
| Totale                   | -     | 7       | 3       | 2       | 2       | 10      | 4       | 8            | 3            | 3            | 2            | 12           | 5            | 16     | 7      | 5      | 4      | 23     | 9      | +14 |